# Ciclismo ai Giochi della XXI Olimpiade

## Podi

### Uomini
| Evento                              | Oro                                                                                | Prestazione | Argento                                                                          | Prestazione | Bronzo                                                          | Prestazione |
| Ciclismo su strada                  |                                                                                    |             |                                                                                  |             |                                                                 |             |
| Corsa in linea (dettagli)           | Bernt Johansson                                                                    | 4h46'52"    | Giuseppe Martinelli                                                              | a 31"       | Mieczysław Nowicki                                              | s.t.        |
| Cronometro a squadre (dettagli)     | Unione Sovietica Valerij Čaplygin Anatolij Čukanov Vladimir Kaminskij Aavo Pikkuus | 2h08'53"    | Polonia Ryszard Szurkowski Tadeusz Mytnik Mieczysław Nowicki Stanisław Szozda    | a 23"       | Danimarca Jørn Lund Verner Blaudzun Gert Frank Jørgen Hansen    | a 3'27"     |
| Ciclismo su pista                   |                                                                                    |             |                                                                                  |             |                                                                 |             |
| Inseguimento individuale (dettagli) | Gregor Braun                                                                       |             | Herman Ponsteen                                                                  |             | Thomas Huschke                                                  |             |
| Inseguimento a squadre (dettagli)   | Germania Ovest Peter Vonhof Gregor Braun Hans Lutz Günther Schumacher              |             | Unione Sovietica Viktor Sokolov Vladimir Osokin Aleksandr Perov Vitalij Petrakov |             | Regno Unito Ian Hallam Ian Banbury Michael Bennett Robin Croker |             |
| Velocità individuale (dettagli)     | Anton Tkáč                                                                         |             | Daniel Morelon                                                                   |             | Hans-Jürgen Geschke                                             |             |
| km da fermo (dettagli)              | Klaus-Jürgen Grünke                                                                | 1'05"927    | Michel Vaarten                                                                   | a 2"589     | Niels Fredborg                                                  | a 2"690     |

## Medagliere
| Pos.   | Paese            | Oro | Argento | Bronzo | Totale |
| ------ | ---------------- | --- | ------- | ------ | ------ |
| 1      | Germania Ovest   | 2   | 0       | 0      | 2      |
| 2      | Unione Sovietica | 1   | 1       | 0      | 2      |
| 3      | Germania Est     | 1   | 0       | 2      | 3      |
| 4      | Cecoslovacchia   | 1   | 0       | 0      | 1      |
| 4      | Svezia           | 1   | 0       | 0      | 1      |
| 6      | Polonia          | 0   | 1       | 1      | 2      |
| 7      | Belgio           | 0   | 1       | 0      | 1      |
| 7      | Francia          | 0   | 1       | 0      | 1      |
| 7      | Italia           | 0   | 1       | 0      | 1      |
| 7      | Paesi Bassi      | 0   | 1       | 0      | 1      |
| 11     | Danimarca        | 0   | 0       | 2      | 2      |
| 12     | Regno Unito      | 0   | 0       | 1      | 1      |
| Totale | Totale           | 6   | 6       | 6      | 18     |